# Werner Grau (Fußballspieler)
Werner Grau (* 9. Dezember 1945) ist ein ehemaliger deutscher Fußballspieler. Von 1964 bis 1966 absolvierte der Stürmer für den FC Schalke 04 in der Fußball-Bundesliga zwölf Spiele und erzielte drei Tore.

## Werdegang
Grau wurde als A-Junior bei Germania Datteln in der Saison 1963/64 Jugendnationalspieler. Mit der DFB-Jugendnationalmannschaft nahm er im März 1964 am UEFA-Juniorenturnier in den Niederlanden teil. Er stand im Spiel gegen Schweden (2:1) und bei der 1:3-Niederlage gegen die Niederlande jeweils als Mittelstürmer auf dem Platz. Den Mitspielern Franz Beckenbauer und Berti Vogts gelang im Seniorenbereich eine sehr erfolgreiche Karriere in der Nationalmannschaft. Zur Saison 1964/65 unterschrieb er einen Lizenzspielervertrag beim Bundesligateam des FC Schalke 04. In den folgenden zwei Spielzeiten war er Ergänzungsspieler bei den „Knappen“. Unter Trainer Fritz Langner debütierte Grau am 26. September 1964 bei der 2:6-Heimniederlage gegen Borussia Dortmund in der Bundesliga. Er erzielte als Rechtsaußen ein Tor. Gegen die Konkurrenten im Angriff – Reinhard Libuda, Günter Herrmann, Manfred Kreuz, Karl-Heinz Bechmann, Waldemar Gerhardt, Willi Koslowski – konnte sich der Nachwuchsstürmer nicht durchsetzen und musste sich mit fünf (3 Tore) Bundesligaeinsätzen in seinem ersten Schalker Jahr begnügen. In seiner zweiten Bundesligasaison, 1965/66, spielte Schalke wiederum gegen den Abstieg und Grau kam an der Seite von Mitspielern wie Klaus Fichtel, Heinz Pliska, Alfred Pyka und Gerhard Neuser auf sieben Ligaeinsätze.
Im Sommer 1966 wechselte er zum Bonner SC in die damals zweitklassige Fußball-Regionalliga West. Begleitet wurde er von Horst Mühlmann, Uwe Kleina und Heinz-Dieter Lömm. Unter BSC-Trainer Günther Glomb debütierte Grau am 21. August 1966 beim 0:0-Remis im Stadion am Zoo gegen den Wuppertaler SV in der Regionalliga West. Er absolvierte 33 Ligaspiele (5 Tore), die Rot-Blauen stiegen aber in die Amateurliga Mittelrhein ab. Durch den Meisterschaftsgewinn 1967/68 kehrte er mit Bonn umgehend in die Regionalliga zurück. Von 1968 bis 1971 stand er in weiteren 80 Regionalligaspielen (3 Tore) für Bonn auf dem Platz. Er war mit Mitspielern wie Helmut Bergfelder, Manfred Cremer, Alfred Glenski, Horacio Troche, Werner Waddey, Willi Zander und 1970/71 mit dem jungen Hans Bongartz, ständig in den Kampf gegen den Abstieg verstrickt. Ab der Saison 1971/72 – Bonn wurde zwar 1972 Meister, scheiterte aber in der Aufstiegsrunde – spielte Grau mit dem BSC fünf Runden in der Verbandsliga Mittelrhein. Unter Trainer Martin Luppen glückte 1976 der Aufstieg in die 2. Fußball-Bundesliga, Gruppe Nord.
Grau und Kollegen erreichten in der damaligen 20er-Staffel mit 33:43 Punkten den 16. Rang und der Routinier hatte in 29 Spielen zwei Tore erzielt. Durch Lizenzentzug wegen Verstoß gegen die Statuten ging es für Bonn aber wieder in das Amateurlager zurück. Das letzte Zweitligaspiel bestritt Grau mit dem BSC am 22. Mai 1977 mit einem 1:0-Heimerfolg gegen Bayer Leverkusen. In der Saison 1977/78 erreichte er mit seinem Verein den 3. Rang in der Verbandsliga Mittelrhein und schied erst in der dritten Hauptrunde im DFB-Pokal gegen Borussia Mönchengladbach aus.
Werner Grau wird für den Bonner SC mit 113 Regionalligaspielen und acht Toren sowie 29 Zweitligaspielen mit zwei Toren geführt.
Nachdem Grau seine Karriere als Fußballer beendet hatte, betrieb er zunächst mit Günter Schwaba, später allein ein Sportgeschäft im rheinischen Bornheim. 1991 schloss er das Geschäft und zog zu seiner Freundin nach Hamburg. Dort arbeitete er bei dem Automatenaufsteller Willi Schulz. 2017 kehrte er nach Bornheim zurück. Der Bonner SC ernannte ihn im Oktober 2017 zum Ehrenmitglied.